# Палаты угличских князей
Палаты Андрея Горяя или царевича Дмитрия — дворец углицких удельных князей, построенный в 1480-е годы князем Андреем Васильевичем в Угличском кремле на берегу Волги. От обширного деревянного дворца сохранилась только парадная престольная палата, сложенная из большемерного кирпича. Это старейшее здание Углича и один из древнейших образцов жилого (гражданского) зодчества на территории России. Ныне в здании располагается экспозиция Угличского государственного музея.

## История
Получив в управление Угличское княжество, князь Андрей Большой, младший брат московского великого князя Ивана Васильевича, развернул там каменное строительство. В короткое время в кремле были построены Спасо-Преображенский собор и княжеские палаты, а за Волгой — собор Паисиева монастыря. Каменных палат в то время не было ни у кого из русских удельных князей, за исключением самого великого князя московского. Раскопки 1900 года показали, что в плане Угличский дворец мало отличался от дворца великокняжеского и состоял из анфилады помещений, вытянутых вдоль Волги параллельно северной стене кремля:

Остатки половых настилов (кирпичного и из керамиковых плиток) позволяют установить, что дворец был двухэтажным (вернее одноэтажным, на высоком каменном подклете, как во дворце Москвы). Главный вход в угличский дворец был в центре площади, где раскопками обнаружены «красные ворота» во внутренний замкнутый двор и остатки свода, поддерживавшего «красное крыльцо», позволявшее входить на верхнюю площадку дворца и в его парадные помещения прямо с площади. Тронная палата соединялась с этими помещениями переходами и имела своё красное крыльцо, по которому проходили в неё, минуя другие помещения дворца. Дворец князя был богато украшен снаружи, о чём свидетельствуют найденные в раскопках керамиковые балясины и изразцы. В окнах были слюдяные оконницы. Внутри важнейшие помещения дворца были расписаны фресками.— Е. В. Михайловский

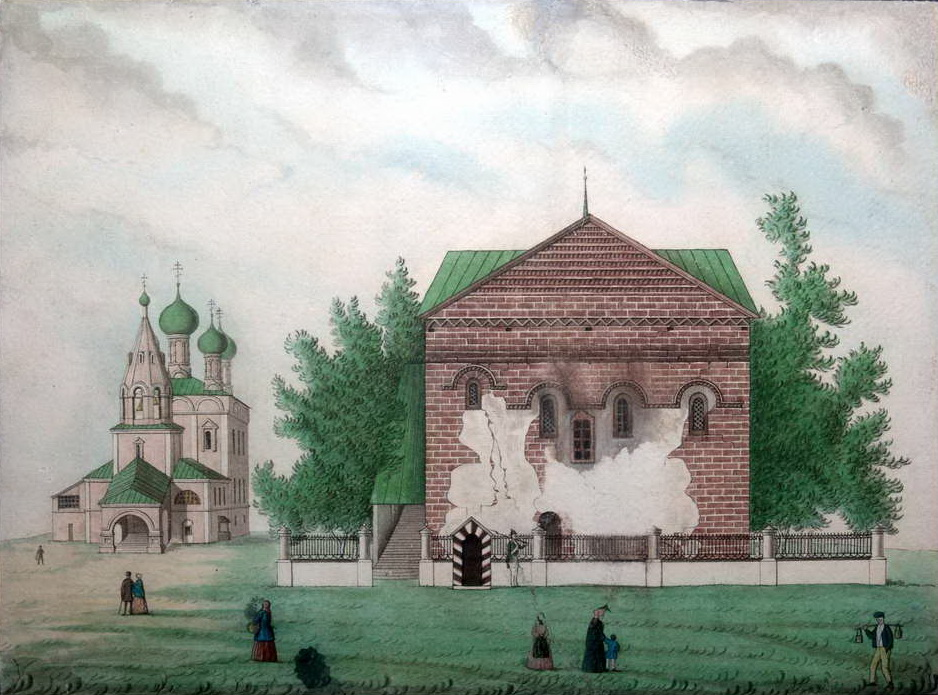
Княжеские палаты и церковь на крови. Зарисовка краеведа В. Серебрянникова, середина XIX века

В 1492 году князь Андрей был «сведён» с престола и вскоре умер в заточении, как и его сыновья. В продолжение XVI века его палаты населяли другие угличские князья и наместники. В частности, здесь был поселён после смерти Ивана Грозного его младший сын Дмитрий Углицкий с матерью и дядьями Нагими. Рядом с палатами в мае 1591 года царевич Дмитрий был найден мёртвым (см. Угличское дело). Это привело в действие цепочку событий, включавшую пресечение династии Рюриковичей и гражданскую войну.
В 1601—1605 годах палаты занимал шведский принц Густав Шведский, сведущий в фармацевтике и врачевании, из-за чего получил у невежественных горожан репутацию чернокнижника. Во время польской интервенции угличане тщетно искали защиты за кирпичными стенами собора и княжеских «сеней», где «кровь переливалась через порог, а подвалы были полны трупов». При Петре I дворцовые постройки были разобраны ради кирпича, необходимого для строительства новой соборной церкви. Лишь престольная палата уцелела, причём угличане безуспешно хлопотали в 1709 году о её ремонте.

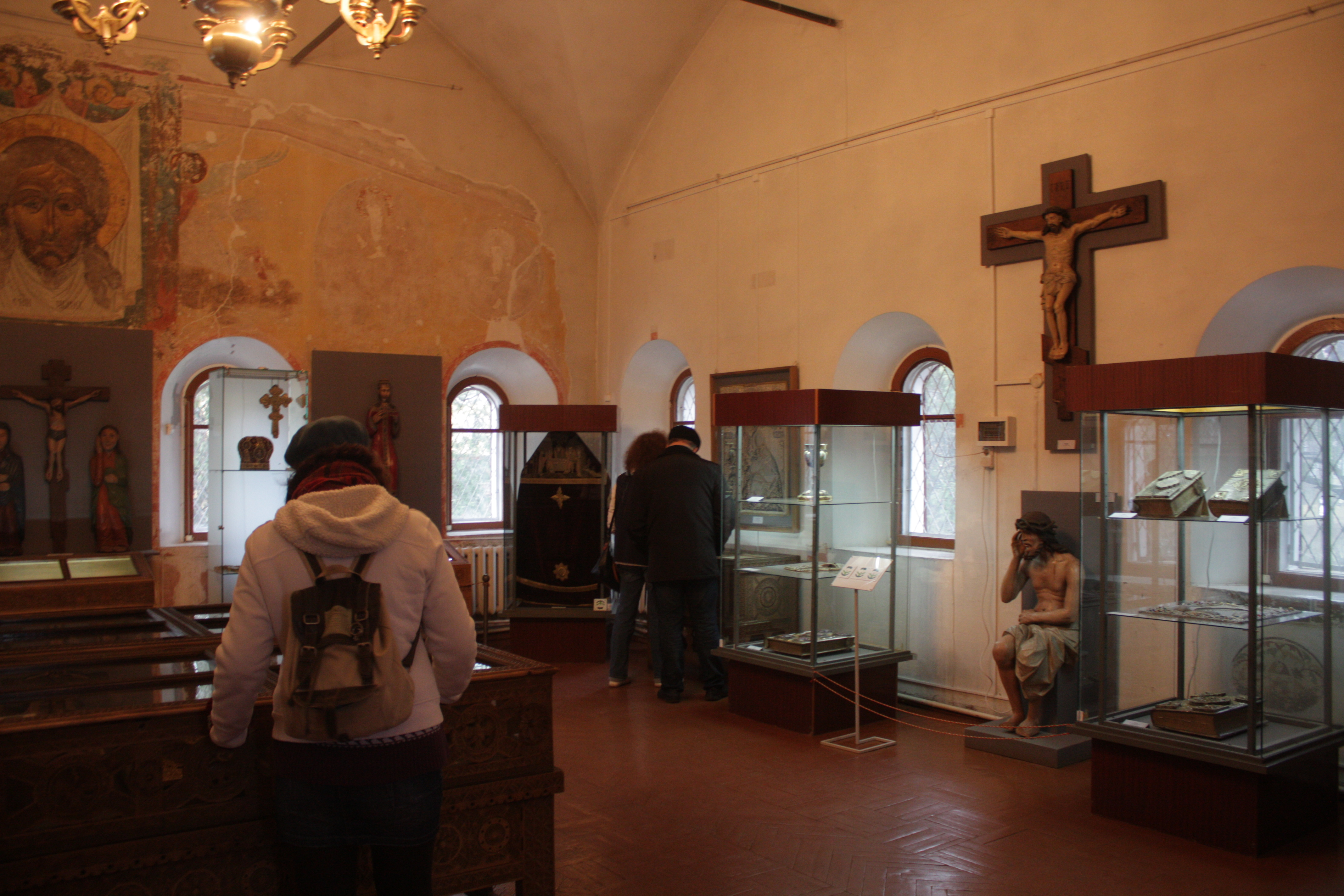
Интерьер верхнего терема с фреской Спаса Нерукотворного

В 1753 году Д. В. Ухтомский докладывал Сенату, что палаты в Угличе ремонту не подлежат, и предлагал построить на их месте новое здание. К концу века деревянная кровля, которой палаты покрыли при Ухтомском, обветшала и провалилась, а в толще стен образовались трещины. В 1802 году ремонтные работы профинансировал угличский купец А. В. Кожевников: кровля была заменена на железную, к северной стороне пристроили новое крыльцо, на верх водрузили двуглавого орла, а всё здание обнесли кованой оградой на колоннах. Тогда же взамен старинной стенописи (иллюстрации Книги притчей) внутренность верхнего терема была расписана заново.
В связи с 300-летием гибели царевича Димитрия дума изыскала средства для реконструкции одной из главных достопримечательностей Углича и постановила разместить в ней музей. Реставрационные работы 1890—1892 годов курировал известный знаток русского стиля Н. В. Султанов. Он спроектировал существующее ныне пышно-громоздкое крыльцо с шатровыми навершиями в стиле XVII века, придал парадному залу крестовый свод и несколько изменил форму кровли. Древнюю тонкую штукатурку со стен аккуратно соскоблили. Музейная экспозиция в палатах открылась для посещения в 1892 году.

## Описание

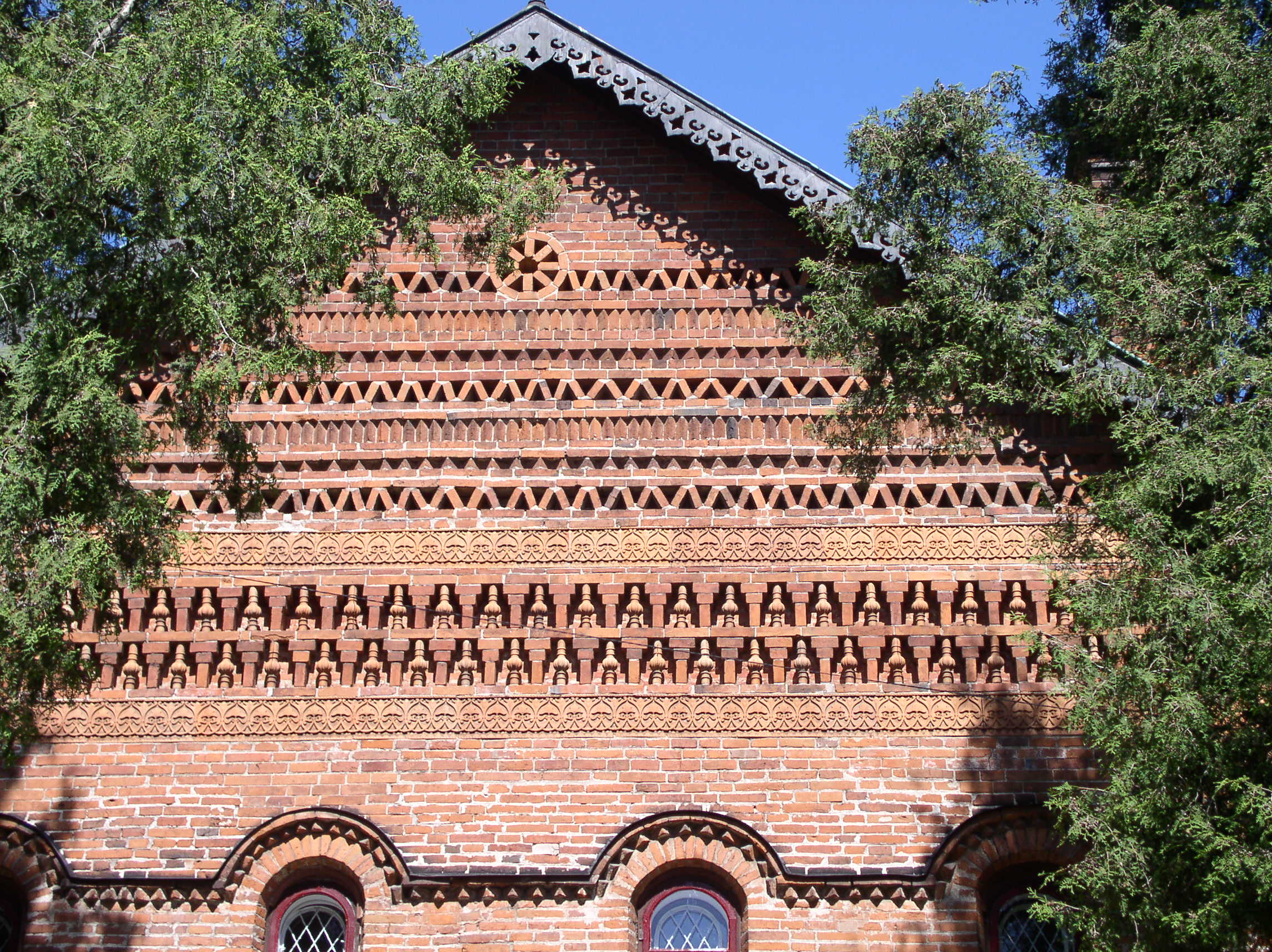
Кирпичный декор щипца

Башнеобразное здание палаты, почти квадратное в плане, делится на три яруса. Нижний полуподвальный этаж, разделённый на два больших помещения, практически врос в землю. Над этим сводчатым подклетом — жилой этаж, разделённый на три комнаты.
Верхний ярус представляет собой просторный бесстолпный зал с узкими окнами. От допетровской росписи здесь сохранился только образ Спаса Нерукотворного на южной стене. Именно в этот парадный зал ведёт высокое наружное крыльцо.
Изначально палата соединялась крытыми переходами с другими дворцовыми постройками и с городским собором. Снаружи здание оформлено довольно скупо, лишь в самом верхнем ярусе различимы пояски-бровки над окнами и полосы поребрика, имитирующие белокаменный декор. Как и остальные элементы здания, эти украшения не избежали «поновления» в конце XIX века.
Ныне в здании палат экспонируются артефакты XVII—XIX веков, включая изразцы, щиты, произведения деревянной пластики и декоративно-прикладного искусства.